# Bataille de Sagrajas
Reconquista
Batailles
- Covadonga (722)
- Burbia (791)
- Lutos (794)
- Barcelone  (801)
- Clavijo (844)
- San Esteban de Gormaz  (917)
- Simancas (939)
- Barcelone (985)
- Torà (1006)
- Barbastro (1064)
- Sagrajas (1086)
- Alcoraz (1096)
- Bairén (1097)
- Consuegra (1097)
- Uclès (1108)
- Croisade norvégienne (1108-1109)
- Valtierra (1110)
- Congost de Martorell (1114)
- Cutanda (1120)
- Fraga (1134)
- Oreja (1139)
- Ourique (1139)
- Coria  (1142)
- Santarém  (1147)
- Lisbonne  (1147)
- Santarém  (1184)
- Alarcos (1195)
- Al-Damus  (1210)
- Las Navas de Tolosa (1212)
- Majorque  (1229)
- Jerez (1231)
- Puig de Cebolla (1237)
- Séville (1247-1248)
- Salé (1260)
- Révolte mudéjar  (1264-1266)
- Écija (1275)
- Algésiras  (1278-1279)
- Moclín  (1280)
- Gibraltar  (1309)
- Gibraltar  (1315)
- Gibraltar  (1333)
- Tarifa / Río Salado (1340)
- Algésiras  (1342-1344)
- Gibraltar  (1349-1350)
- Gibraltar  (1411)
- Ceuta (1415)
- La Higueruela (1431)
- Campagne de Grenade (1482-1492) : Lucena - Grenade

La Bataille de Sagrajas (23 octobre 1086), aussi appelée Zalaca ou Zallaqa (arabe: معركة الزلاقة: Maʿrakat az-Zallāqa), était une bataille entre l'armée almoravide dirigée par leur émir Youssef ben Tachfine et une armée dirigée par le roi castillan Alphonse VI. Les Almoravides ont répondu à l'appel au Jihad des Taïfas, qui se battaient entre eux, mais qui s'étaient unis pour combattre la menace des États chrétiens du nord. Les Taïfas ont aidé les Almoravides pendant la bataille avec des troupes, favorisant la bataille pour le côté musulman. Le champ de bataille a ensuite été appelé az-Zallaqah (en français "terrain glissant") en raison de la mauvaise assise causée par l'énorme quantité d'effusions de sang ce jour-là, qui a donné son nom en arabe.

## Contexte historique

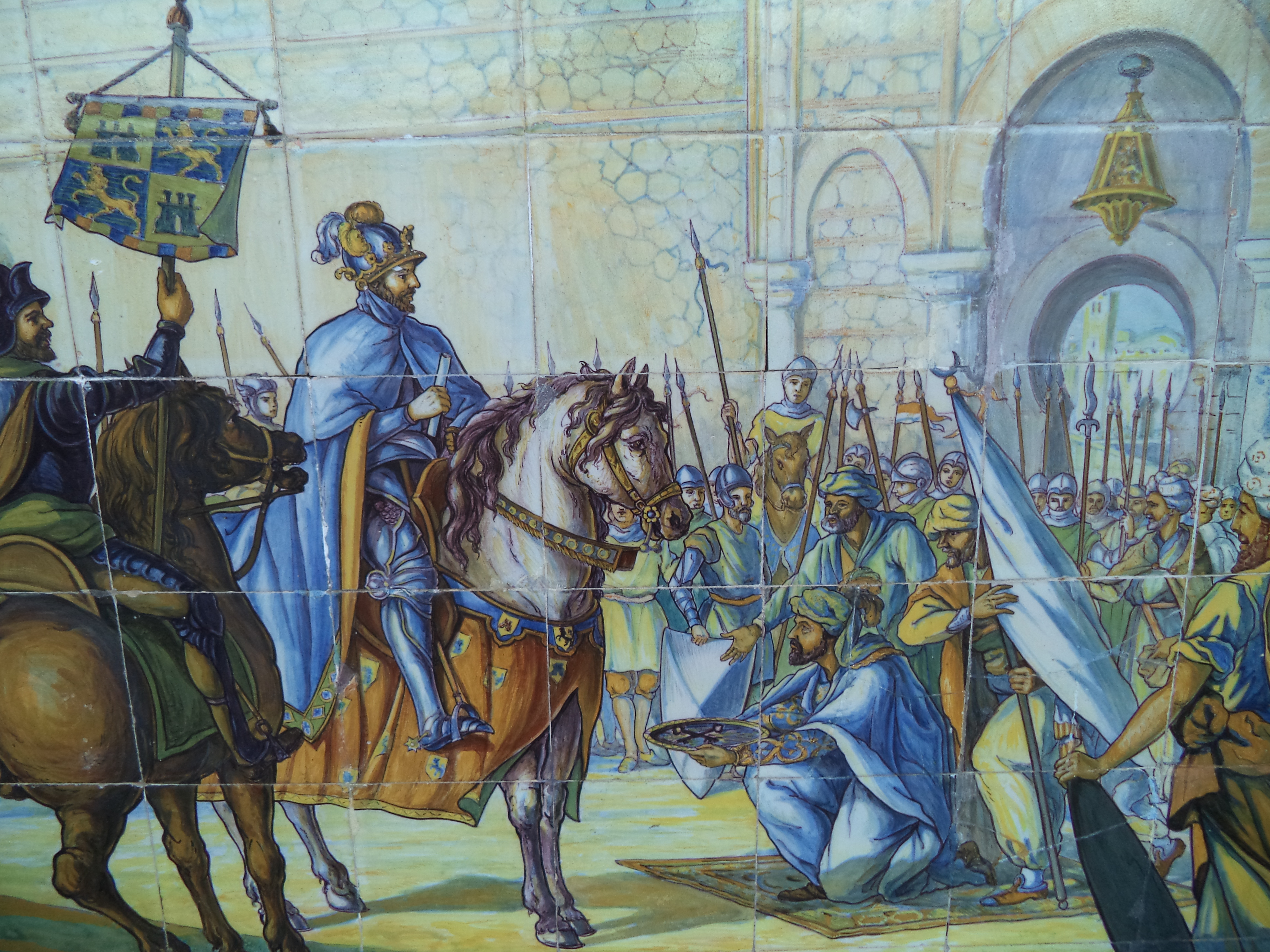
Alphonse VI conquiert Tolède le 25 mai 1085. Il est ensuite battu de façon décisive par les Almoravides à la Bataille de Sagrajas un an plus tard.

Après Alphonse VI, roi de León et de Castille, captura Tolède en 1085 et envahit la Taïfa de Saragosse, les émirs des plus petits royaumes Taïfa de la péninsule ibérique islamique ont constaté qu'ils ne pouvaient pas lui résister sans aide extérieure. En 1086, ils invitèrent Youssef ben Tachfine à se battre contre Alphonse VI. Cette année-là, il répondit à l'appel de trois dirigeants Andalous (Al Mutamid ibn Abbad et d'autres) et traversa le détroit jusqu'à Algésiras et s'installa à Séville. De là, accompagné des émirs de Séville, Grenade et Taïfa de Malaga, il marcha vers Badajoz.
Alphonse VI abandonna le siège de Saragosse, rappela ses troupes de Valence et fit appel à Sanche Ier d'Aragon à l'aide. Enfin, il partit à la rencontre de l'ennemi au nord-est de Badajoz. Les deux armées se rencontrèrent le 23 octobre 1086.
Alphonse VI de Léon et de Castille atteignit le champ de bataille avec quelque 2 500 hommes, incluant 1 500 cavaliers, dont 750 chevaliers, parmi lesquels certains étaient juifs,,, mais s'est retrouvé en infériorité numérique. Les deux monarques ont échangé des messages avant la bataille. Youssef ben Tachfine est réputé avoir offert trois choix aux Castillans : se convertir à l'Islam, payer le tribut (Djizîa) ou combattre.

## La bataille

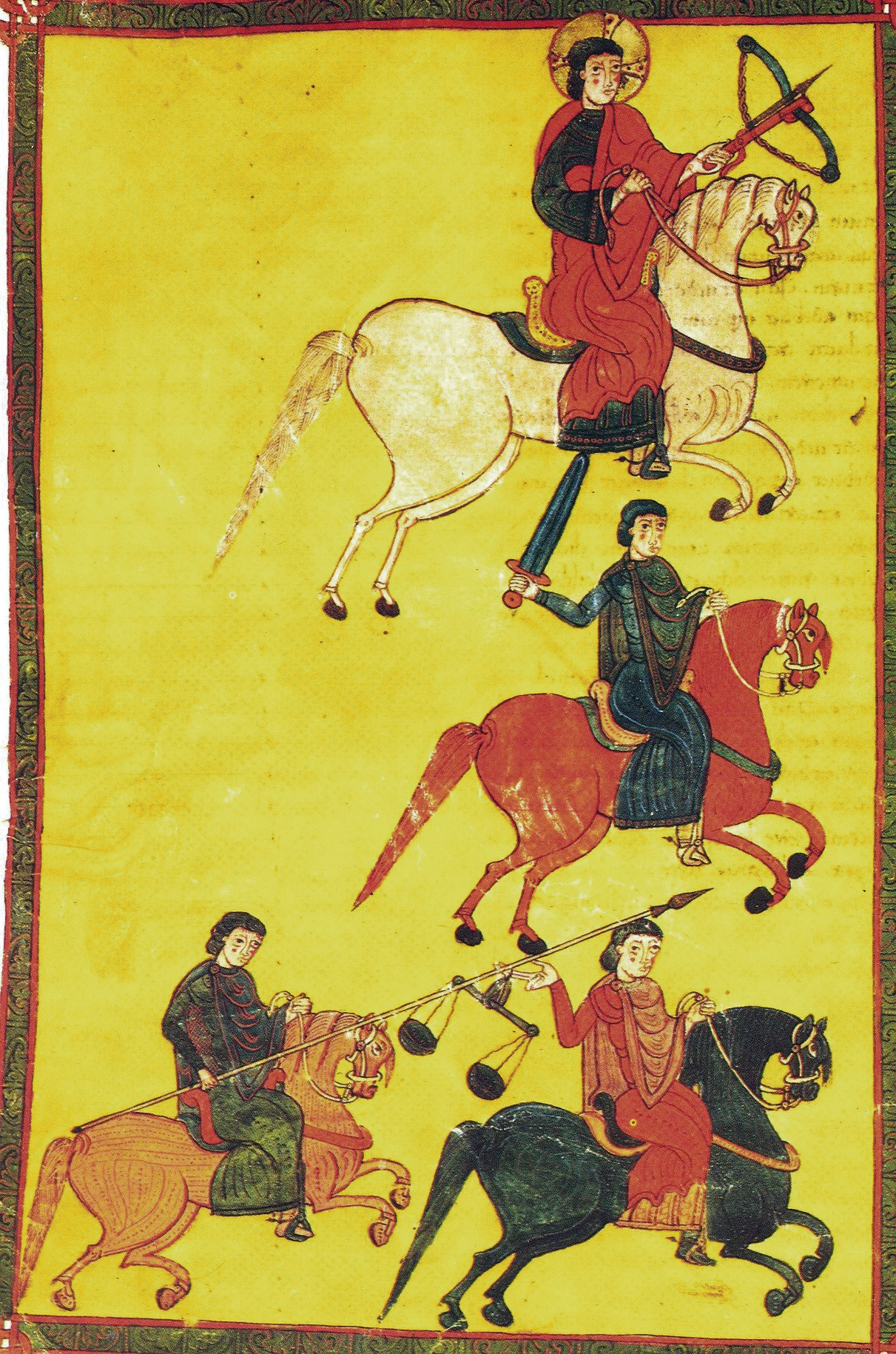
Enluminure sur parchemin de 1086, année de la bataille. Les Quatre Cavaliers

La bataille de Sagrajas survint un an après la prise de Tolède en 1085. En 1086, l'émir Youssef ben Tachfine, considéré comme le premier souverain almoravide, est donc invité par les rois des taïfas, à les aider contre Alphonse VI de Castille. Débarquées le 30 juin à Algéciras, les troupes de Youssef ben Tachfine sont rejointes par celles des rois de Séville, Grenade, Malaga, Almeria et Badajoz. Youssef ben Tachfine réclama la conversion à l'islam d'Alphonse VI, qui répondit s'en remettre au sort des armes. La coalition musulmane inflige le 23 octobre une sévère défaite à Alphonse VI à Sagrajas, non loin de Badajoz. Un mouvement tournant des Almoravides décida d'une si complète victoire que le roi de Castille faillit être pris et fut contraint de se retirer de la région de Séville et de lever le siège de Saragosse. Cette victoire eut, dans le monde musulman tout entier, un retentissement aussi considérable que la prise de Tolède par Alphonse VI. Youssef ben Tachfine fut désormais considéré comme l'un des principaux champions de l'Islam menacé.
Cette victoire conforta par ailleurs le prestige de l'émir almoravide qui défait à nouveau par la suite les chrétiens à la bataille d'Aledo en 1090, avant d'entamer la conquête des royaumes taïfas.

Cependant, informé de la mort de son héritier, Youssef ben Tachfine doit retourner prématurément au Maghreb, évitant à la Castille la perte de territoire, malgré la destruction d'une partie de son armée. Il ne laissait à Al Mutamid ibn Abbad que 3 000 soldats sévillans. Les chrétiens reprirent alors l'offensive vers Murcie et Almeria, et Al Mutamid ibn Abbad prit le parti de se rendre en personne auprès d'Youssef ben Tachfine pour implorer une nouvelle intervention des Almoravides. Youssef ben Tachfine rendit inutilisable la puissante base militaire d'Alédo (au Sud-Ouest de Murcie), contre laquelle les taïfas avaient échoué, et rétablit la situation.

## Conséquences
Plus de la moitié de l'armée castillane a été perdue. Une source affirme que seuls 500 cavaliers sont revenus en Castille, bien que d'autres ne soutiennent pas ce chiffre bas, il semble donc que la plupart de la noblesse ait survécu. Parmi les morts figuraient les comtes Rodrigo Muñoz et Vela Ovequez. Le roi Alphonse VI a subi une blessure à une jambe qui l'a fait boiter pour le reste de sa vie.
Les pertes sont également lourdes du côté almoravide, en particulier pour les armées dirigées par Dawud ibn Aysa, dont le camp est saccagé dans les premières heures de la bataille. L'émir sévillan Al Mutamid ibn Abbad avait été blessé lors du premier affrontement, mais son exemple personnel de bravoure a rallié les forces d'al-Andalus dans les moments difficiles de la charge castillane initiale dirigée par Alvar Fanez. Parmi les personnes tuées figurait un imam très populaire de Cordoue, Abu-l-Abbas Ahmad ibn Rumayla, et des membres de la famille d'Ibn Khaldun sont également connus pour avoir été tués dans la bataille.
La bataille était une victoire décisive pour les Almoravides mais leurs pertes signifiaient qu'il n'était pas possible de la poursuivre bien que Youssef ben Tachfine ait dû retourner prématurément en Afrique en raison de la mort de son héritier. La Castille n'a subi presque aucune perte de territoire et a pu conserver la ville de Tolède, occupée l'année précédente. Cependant, l'avancée chrétienne a été stoppée pendant plusieurs générations alors que les deux camps se regroupaient.